# Jonathan Brownlee
Jonathan Brownlee (Leeds, 30 aprile 1990) è un triatleta britannico.

## Carriera
È stato campione del mondo di triathlon e di triathlon sprint.
È il fratello del campione mondiale di triathlon Alistair Brownlee.

## Titoli
- Campione del mondo di triathlon (Under 23) - 2010
- Campione del mondo di triathlon sprint - 2010